# Joan Hannah
Joan Lee Hannah, po mężu Robinson (ur. 27 kwietnia 1939 w Bostonie) – amerykańska narciarka alpejska, brązowa medalistka mistrzostw świata.
Wystartowała na igrzyskach olimpijskich w Squaw Valley w 1960 roku, gdzie zajęła 21. miejsce w zjeździe. Podczas rozgrywanych dwa lata później mistrzostw świata w Chamonix zdobyła brązowy medal w gigancie.  W zawodach tych wyprzedziły ją jedynie dwie Austriaczki: Marianne Jahn i Erika Netzer. Był to jej jedyny medal wywalczony na międzynarodowej imprezie tej rangi. Na igrzyskach olimpijskich w Innsbrucku w 1964 roku zajęła 15. miejsce w zjeździe, 19. w slalomie i 26. w gigancie. W nieolimpijskiej kombinacji była dwunasta. Brała również udział w mistrzostwach świata w Portillo w 1966 roku, gdzie zajęła 12. miejsce w zjeździe, a w gigancie uplasowała się na 19. pozycji.

## Osiągnięcia

### Igrzyska olimpijskie
| Miejsce | Dzień     | Rok  | Miejscowość  | Konkurencja | Czas biegu | Strata | Zwyciężczyni        |
| ------- | --------- | ---- | ------------ | ----------- | ---------- | ------ | ------------------- |
| 21.     | 20 lutego | 1960 | Squaw Valley | Zjazd       | 1:37,6     | +10,3  | Heidi Biebl         |
| 19.     | 1 lutego  | 1964 | Innsbruck    | Slalom      | 1:29,86    | +7,53  | Christine Goitschel |
| 26.     | 3 lutego  | 1964 | Innsbruck    | Gigant      | 1:52,24    | +9,73  | Marielle Goitschel  |
| 15.     | 6 lutego  | 1964 | Innsbruck    | Zjazd       | 1:55,39    | +6,49  | Christl Haas        |

### Mistrzostwa świata
| Miejsce | Dzień       | Rok  | Miejscowość  | Konkurencja | Czas biegu | Strata      | Zwyciężczyni        |
| ------- | ----------- | ---- | ------------ | ----------- | ---------- | ----------- | ------------------- |
| 21.     | 20 lutego   | 1960 | Squaw Valley | Zjazd       | 1:37,6     | +10,3       | Heidi Biebl         |
| 3.      | 11 lutego   | 1962 | Chamonix     | Gigant      | 1:41,53    | +0,19       | Marianne Jahn       |
| 19.     | 14 lutego   | 1962 | Chamonix     | Slalom      | 1:34,84    | +23,60      | Marianne Jahn       |
| DNF     | 17 lutego   | 1962 | Chamonix     | Zjazd       | 2:09,08    | -           | Christl Haas        |
| 19.     | 1 lutego    | 1964 | Innsbruck    | Slalom      | 1:29,86    | +7,53       | Christine Goitschel |
| 26.     | 3 lutego    | 1964 | Innsbruck    | Gigant      | 1:52,24    | +9,73       | Marielle Goitschel  |
| 15.     | 6 lutego    | 1964 | Innsbruck    | Zjazd       | 1:55,39    | +6,49       | Christl Haas        |
| 12.     | 6 lutego    | 1964 | Innsbruck    | Kombinacja  | 34,82 pkt  | +142,51 pkt | Marielle Goitschel  |
| 19.     | 11 sierpnia | 1966 | Portillo     | Gigant      | 1:22,64    | +7,31       | Marielle Goitschel  |
| 12.     | 14 sierpnia | 1966 | Portillo     | Zjazd       | 1:33,42    | +3,41       | Marielle Goitschel  |